# Ubisoft Toronto
Ubisoft Toronto — студия-разработчик компьютерных игр, владельцем которой является компания Ubisoft. Студия находится в Торонто (Онтарио), Канада. Она была основана в 2009 году как подразделение Ubisoft. Ubisoft Toronto была официально анонсирована 6 июля 2009.
Студией руководила Джейд Реймонд (продюсер игры Assassin's Creed), студия выпустила компьютерную игру Tom Clancy's Splinter Cell: Blacklist, игра создавалась совместно со студией Ubisoft Montreal. В ноябре 2011 стало известно, что студия также помогает создавать компьютерную игру Tom Clancy’s Rainbow 6: Patriots.

## Разработанные игры
| Год  | Название                              | Платформы | Платформы | Платформы | Платформы | Платформы | Платформы | Платформы | Платформы | Платформы |
| Год  | Название                              | PS3       | PS4       | PS5       | Wii U     | Switch    | Win       | X360      | XOne      | XS        |
| ---- | ------------------------------------- | --------- | --------- | --------- | --------- | --------- | --------- | --------- | --------- | --------- |
| 2013 | Tom Clancy’s Splinter Cell: Blacklist | Да        | Нет       | Нет       | Да        | Нет       | Да        | Да        | Нет       | Нет       |
| 2018 | Far Cry 5                             | Нет       | Да        | Нет       | Нет       | Нет       | Да        | Нет       | Да        | Нет       |
| 2018 | Starlink: Battle for Atlas            | Нет       | Да        | Нет       | Нет       | Да        | Да        | Нет       | Да        | Нет       |
| 2020 | Watch Dogs: Legion                    | Нет       | Да        | Да        | Нет       | Нет       | Да        | Нет       | Да        | Да        |
| 2021 | Far Cry 6                             | Нет       | Да        | Да        | Нет       | Нет       | Да        | Нет       | Да        | Да        |